# Spilosoma simplicior
Spilosoma simplicior là một loài bướm đêm thuộc phân họ Arctiinae, họ Erebidae.